# Тазобедрена става
Тазобедрената става (на латински: coxa) е една от големите стави, чрез която долният крайник се свързва към трупа на тялото. Тя има сферична форма и е изградена от две ставни повърхности покрити с хрущял – главата на бедрената кост и ставната ямка на таза, както и свързващите ги лигаменти. Главата на бедрената кост („ябълката“) е разположена в нейната горна част и представлява почти идеална сфера, която се движи в ацетабулума (сферична чашковидна вдлъбнатина на таза).
Гладкото и безболезнено движение в ставата се определя от правилната форма на тези два компонента, както и на доброто им покритие със ставен хрущял. Закрепването на бедрената глава в ацетабулума става, чрез няколко здрави връзки (лигаменти) и чрез заобикалящите ставата мускули. Приплъзването на хрущялните ставни повърхности се улеснява от оскъдно количество вътреставна течност изпълваща ставната кухина.
Тазобедрената става позволява голяма свобода на движенията и в същото време пренася тежестта на тялото върху долния крайник. Движенията които се извършват в нея са следните:
- сгъване и разгъване на долния крайник
- отвеждане и привеждане към тялото
- въртене навън и навътре